# Shane Johnson
Shane Johnson (29 febbraio 1976) è un attore statunitense.

## Carriera
Dal 2014 al 2020 è stato uno dei protagonisti della serie TV Power interpretando Cooper Saxe, ruolo che ha ricoperto successivamente anche nel sequel Power Book II: Ghost.
È sposato con l'attrice Keili Lefkovitz.

## Filmografia parziale

### Cinema
- Salvate il soldato Ryan (Saving Private Ryan), regia di Steven Spielberg (1998)

### Televisione
- Squadra Med - Il coraggio delle donne (Strong Medicine) - serie TV, episodio 1x01 (2000)
- E.R. - Medici in prima linea (E.R.) - serie TV, episodio 9x05 (2002)
- Bones - serie TV, episodio 2x02 (2006)
- CSI: NY - serie TV, episodio 3x03 (2006)
- Cold Case - Delitti irrisolti (Cold Case) - serie TV, episodio 4x10 (2006)
- CSI: Miami - serie TV, episodio 6x17 (2008)
- Private Practice - serie TV, episodio 4x01 (2010)
- The Closer - serie TV, episodio 7x04 (2011)
- NCIS - Unità anticrimine (NCIS) - serie TV, episodio 9x20 (2012)
- Castle - serie TV, episodio 5x04 (2012)
- Criminal Minds - serie TV, episodio 8x07 (2012)
- Power - serie TV, 63 episodi (2014-2020)
- Scandal - serie TV, episodio 6x14 (2017)
- Power Book II: Ghost - serie TV, 30 episodi (2020-2023)
- Blue Bloods - serie TV, episodio 13x02 (2022)
- Chicago P.D. - serie TV, episodio 10x06 (2022)
- S.W.A.T. - serie TV, episodio 6x17 (2023)
- Loro (Them) - serie TV, 2 episodi (2024)
- Grey's Anatomy - serie TV, episodio 20x06 (2024)

## Doppiatori italiani
Nelle versioni in italiano delle opere in cui ha recitato, Shane Johnson è stato doppiato da:
- Giorgio Borghetti in The Closer, Private Practice, Blue Bloods
- Alessandro Rigotti in CSI: NY, CSI: Miami
- Massimo De Ambrosis in Power, Loro
- Daniele Valenti in Salvate il soldato Ryan
- Fabrizio Vidale in Cold Case - Delitti irrisolti
- Davide Lepore in Bones
- Alessandro Messina in NCIS - Unità anticrimine
- Andrea Mete in Castle
- Alessio Cigliano in Criminal Minds
- Diego Baldoin in Scandal
- Alessandro Budroni in Chicago P.D.
- Guido Di Naccio in S.W.A.T.
- Fabrizio Picconi in Grey's Anatomy